# Torneo Acropolis 1994
Il Torneo Acropolis 1994 si è svolto dal 13 al 17 luglio 1994. Gli incontri si sono svolti presso lo Stadio della pace e dell'amicizia di Atene
Questa edizione è ricordata per essere stata l'unica con la partecipazione di 5 squadre. Una di esse era una selezione di migliori giocatori serbi (la squadra era definita "Επίλεκτοι Σερβίας"): altro non era che una fotocopia della oramai defunta nazionale jugoslava.

## Squadre partecipanti
1. All Stars Yugo
2. Argentina
3. Grecia
4. Italia
5. Russia

## Risultati
| Atene 13 luglio 1994 | Grecia | 73 – 70 | Russia | Stadio della pace e dell'amicizia |

| Atene 13 luglio 1994 | Italia | 91 – 96 | All Star Yugo | Stadio della pace e dell'amicizia |

| Atene 14 luglio 1994 | Grecia | 78 – 69 | Argentina | Stadio della pace e dell'amicizia |

| Atene 14 luglio 1994 | Italia | 67 – 72 | Russia | Stadio della pace e dell'amicizia |

| Atene 15 luglio 1994 | Russia | 92 – 86 | All Star Yugo | Stadio della pace e dell'amicizia |

| Atene 15 luglio 1994 | Italia | 73 – 70 | Argentina | Stadio della pace e dell'amicizia |

| Atene 16 luglio 1994 | Grecia | 80 – 62 | Italia | Stadio della pace e dell'amicizia |

| Atene 16 luglio 1994 | Argentina | 80 – 87 | All Star Yugo | Stadio della pace e dell'amicizia |

| Atene 17 luglio 1994 | Grecia | 65 – 91 | All Star Yugo | Stadio della pace e dell'amicizia |

| Atene 17 luglio 1994 | Russia | 79 – 73 | Argentina | Stadio della pace e dell'amicizia |

## Classifica
| -  | Team           | Pt | V - P | Pf - Ps   |
| -- | -------------- | -- | ----- | --------- |
| 1. | All Stars Yugo | 7  | 3 - 1 | 360 - 328 |
| 2. | Russia         | 7  | 3 - 1 | 313 - 299 |
| 3. | Grecia         | 7  | 3 - 1 | 296 - 292 |
| 4. | Italia         | 5  | 1 - 3 | 293 - 318 |
| 5. | Argentina      | 4  | 0 - 4 | 292 - 317 |